# Dingo (Disney)
Vous lisez un « article de qualité » labellisé en 2008.  Il fait partie d'un « bon thème ».
Pour les articles homonymes, voir Dingo.
Dingo (en anglais Goofy Goof ou simplement Goofy) est un personnage de fiction de l'univers de Mickey Mouse créé par la Walt Disney Company en 1932. Ce chien anthropomorphe est l'un des meilleurs amis de Mickey. Sa principale caractéristique est sa grande maladresse. Pour le décrire, le réalisateur Jack Hannah le qualifie de « simplet » et Dave Smith, l'archiviste du Disney, parle de « stupidité associée à un bon fond ».
Après une carrière aux côtés de Mickey et de Donald, il a été, dans les années 1940 à 1960, le héros de sa propre série ainsi que de la sous-série Comment faire... Dingo est aussi connu pour ses rôles d'homme moyen ayant un fils, ainsi que pour les courts métrages où la population est constituée de déclinaisons du personnage.
En 1954, on lui a adjoint un neveu, Gilbert, puis, en 1979, un cousin mis en avant par Disney dans des campagnes de promotions principalement liées au sport, et repris en bandes dessinées, Sport Goofy. Cependant, dans les années 2000, les deux personnages ne forment plus qu'un, comme c'est le cas dans certains gags d'origine française publiées dans Le Journal de Mickey.
À partir des années 1990, Dingo devient (à nouveau) père dans une série télévisée dans laquelle son fils se prénomme Max. Mais rien ne précise qui sont les mères respectives de ses fils. Cette série des années 1990 a été prolongée par deux longs métrages : Dingo et Max (1995) et Dingo et Max 2 : Les Sportifs de l'extrême (2000).

## Historique

### 1932-1934: Dippy Dawg devient le «Goof»

#### Naissance de Dippy Dawg
Dingo apparaît pour la première fois dans le court métrage Mickey's Revue, le 25 mai 1932. Réalisé par Wilfred Jackson, ce court métrage met en scène Mickey, Minnie Mouse, Horace Horsecollar et Clarabelle Cow qui se produisent en concert. Parmi les spectateurs se trouve un chien, dont le comportement grossier et bruyant irrite rapidement ses voisins qui finissent par l'assommer. Son rire caractéristique, inventé par le comédien Pinto Colvig, le distingue de ses voisins ayant aussi un aspect canin. Pour Flora O'Brien, ce personnage ne fait que « rire mais de manière assez mémorable pour être remarqué par Walt ».
Cette version primitive de Dingo tranche avec ce que deviendra le personnage : c'est un vieux monsieur pourvu d'un pince-nez carré, d'une barbichette et d'une queue touffue, qui ne porte encore ni pantalons, ni sous-vêtements. Walt Disney et son équipe furent impressionnés par son rire rauque et décidèrent de le réutiliser. Il ne faut pas perdre de vue que l'un des traits caractéristiques des films d'animation de Disney est la « personnalité d'animation », l'ensemble des petits éléments composant la gestuelle, le caractère du personnage et le rendant plus humain. Les caractéristiques de ce personnage étaient une base pour un héros récurrent.
On retrouve ensuite Dippy Dawg dans le court métrage The Whoopee Party, sorti le 17 septembre 1932, gardant son rire. Le personnage de Dippy fait quatre apparitions cinématographiques durant l'année 1932 et deux autres en 1933. Il constitue alors un second rôle supplémentaire récurrent et non un membre permanent de la bande à Mickey, état de fait qui d'après John Grant serait dû à la présence d'un autre chien, Pluto.
Ces premières apparitions ne présentent pas encore les caractéristiques à venir de Dingo, dont la principale, la génération du chaos. Steve Hulett, retranscrit par John Grant et Flora O'Brien, indique que « dans The Whoopee Party, Dingo aide Mickey à préparer un repas de fête dans la cuisine et le fait sans anicroche. Ses caractéristiques de maladresse et sa naïveté ne sont pas encore totalement découvertes. [Au contraire], en 1942 dans L'Anniversaire de Mickey, il est capable de détruire la cuisine, le gâteau et la fête d'une seule main, le tout avec une parfaite innocence et bonne humeur. »
En bande dessinée, les comic strips de Mickey Mouse dessinés par Floyd Gottfredson, ayant repris les publications en 1930 après le départ d'Ub Iwerks, mettaient généralement en scène la vie quotidienne de Mickey Mouse. À partir du 8 janvier 1933, Gottfredson reprend le personnage dans les strips hebdomadaires et le baptise Dippy Dawg,. Ce personnage est proche de celui des films par certaines caractéristiques physionomiques. Avant d'être l'un des proches de Mickey, Gottfredson fait de Dippy un voisin encombrant puis il lui accorde une place plus importante.
La production de comics de Disney à cette époque est découpée en plusieurs parties, les deux plus importantes étant les strips quotidiens (lundi au vendredi) et les hebdomadaires (dimanche). Dippy est donc d'abord apparu dans les strips hebdomadaires mais il rejoint rapidement ceux quotidiens. La première histoire quotidienne où apparaît Dippy comme un proche de Mickey, partageant ses aventures, est Mickey et les Trois Voleurs, publiée du 9 octobre 1933 au 9 janvier 1934. Il apparaît ensuite régulièrement dans les histoires comme un personnage secondaire.

#### Le «Goof»
L'année 1934 marque le début d'un tournant dans la carrière de Dingo. Il fait désormais partie de la « bande de Mickey » aux côtés de Minnie Mouse, Pluto, Clarabelle Cow et Horace Horsecollar mais à la différence des deux derniers, il est un peu plus qu'un second rôle et est promis à plus encore.
Dans Le Gala des orphelins, sorti le 11 août 1934, il est officiellement surnommé « Goofy » (ce qui veut dire en anglais : niais) et devient un membre régulier du gang aux côtés d'autres nouveaux venus : Donald Duck et Clara Cluck. Son nom officiel reste Dippy Dawg. Mais au sein même des studios de Disney, on parle du personnage du Goof et non de Dippy Dawg.
C'est aussi cette année-là qu'Art Babbitt écrit ce qui pourrait être nommé un « manifeste » pour Dingo. Il déclare, : « À mon avis, le Goof a été pour le moment un personnage de cartoon pauvre à cause à la fois de son physique et de sa mentalité expressive qui sont indéfinis et intangibles... Sa seule caractéristique qui l'identifiait auparavant était sa voix. » Cet écrit a semble-t-il été entendu et mis en application l'année suivante. Art Babbitt n'est pas à son premier fait d'armes avec ce manifeste. En 1932, lorsqu'il avait quitté la côte est des États-Unis pour entrer aux Studios Disney en Californie, il avait proposé à Walt Disney de « travailler trois mois gratuitement et ensuite soit de le licencier soit de le payer ce qu'il méritait ».

### 1935-1937: Trio Mickey, Donald et Dingo
Mickey's Service Station réalisé par Ben Sharpsteen le 16 mars 1935 marque la première aventure du trio Mickey/Donald/Goofy ainsi que la mise en application des remarques d'Art Babbitt. Ce film marque une étape importante dans la vie de Dingo. L'arrivée d'Art Babbitt donne au personnage un nouveau souffle en lui donnant de nouvelles caractéristiques. Dingo endosse alors un nouveau schéma de personnalité, réutilisé durant les années suivantes. Dans ce film, Dingo est un mécanicien confronté à la réparation d'un moteur. Alors qu'il est grimpé sur le moteur et passe son bras à travers la mécanique, sa main le touche par derrière mais Dingo, après plusieurs tentatives et un coup de marteau, s'aperçoit que c'est lui-même. D'après John Grant, c'est grâce à cette scène que « Dingo a enfin développé son art glorieux de prendre le plus de temps possible pour réaliser le moins possible ». Mais pour que Babbitt puisse prendre cette scène en charge, il aurait passé un marché avec Walt Disney, s'obligeant à travailler sur une scène avec Pat Hibulaire, personnage qu'il détestait.
Ce trio est baptisé par Flora O'Brien les « trois mousequetaires » (« three mouseketeers »), jeu de mots anglais avec souris (« mouse ») et mousquetaires (« musketeer »). Leurs aventures sont toutes basées sur le même modèle, qualifié de « structure rigide » par John Grant : confrontés à une série de problèmes, ils tentent de trouver une solution en agissant tous les trois de façon séparée, selon leur caractère, et la conclusion les réunit, souvent à leurs dépens. Dingo a en plus la particularité de rencontrer des objets normalement inanimés qui prennent vie et deviennent ses ennemis jusqu'à ce que Dingo s'étonne simplement de la situation.
L'archétype de cette structure est Le Déménagement de Mickey (1936) où chacun déménage ce qu'il peut,. Mickey officie dans le salon, Donald dans la chambre à l'étage, et Dingo se bat avec un piano entre la cuisine et son camion garé dans la cour. Le piano est ici plus qu'animé, il est vivant et Dingo met du temps à s'en rendre compte. Cette caractéristique du piano rejoint les objets vivants des Silly Symphonies et est devenue récurrente des productions de Disney.
Il arrive régulièrement que Donald et Dingo interagissent comme dans Mickey patine (1935) ou Chasseurs d'élans (1937). Les deux personnages se rencontrent alors dans leurs péripéties, mais cela semble s'intégrer à la structure de la série. Dans Mickey patine, Dingo tente de pêcher à travers un trou percé dans la glace de l'étang. Il utilise alors comme appât du tabac chiqué, technique déjà utilisée par Julius dans Alice's Fishy Story (1924), mais reste bredouille jusqu'à ce qu'il attrape quelque chose qui s'avère être Donald Duck. Dans Chasseurs d'élans (1937) ils coopèrent, enfilant ensemble une tenue d'élan femelle pour attirer des mâles dans le viseur de Mickey.
En bande dessinée, dans Mickey et l'Autruche (1936), Dippy obtient le surnom de « Goofy », plus affectionné par le public.
Les courts métrages Nettoyeurs de pendules, sorti le 15 octobre 1937, et Les Revenants solitaires, sorti le 24 décembre 1937, sont souvent considérés comme les meilleurs épisodes des courts métrages du trio. Dans Nettoyeurs de pendules, d'après Flora O'Brien, Dingo vole la vedette à Donald et Mickey dans des séquences qui sont un film dans le film, culminant par une scène où il est suspendu aux aiguilles de l'horloge, rappelant Harold Lloyd dans Monte là-dessus ! (1923). Dans Les Revenants solitaires, le trio, constitué en « société d'extermination de fantômes Ajax » (précurseurs en quelque sorte des « Ghostbusters »), est engagé pour nettoyer une maison hantée de ses encombrants habitants. Dingo y prononce une de ses répliques les plus mémorables : « I'm brave but I'm careful » (« Je suis courageux mais je suis prudent ! »). Il dit aussi en voyant un fantôme dans un miroir au lieu de son reflet « Je n'avais jamais su que j'étais si beau ».
Lorsqu'en 1937, Donald Duck obtient, à la suite de son succès, sa propre série, Disney n'autorise alors plus Gottfredson à utiliser Donald dans les histoires de Mickey Mouse en bandes dessinées. Privé d'un personnage important, Dingo reste donc comme seul adjuvant de Mickey, les deux univers (souris de Mickeyville et canards de Donaldville) se croiseront de plus en plus rarement.

### 1938-1940: Duos et début en solo
Ce n'est qu'en 1938 que le nom Dippy Dawg disparaît totalement des comics, le titre du livre The Story of Dippy the Goof,, donne au personnage un nouveau nom mais dans les dessins animés, le surnom devient alors officiellement Goofy the Goof. Il adopte en France le nom de Dingo en 1937, nom qui restera le sien pour le reste de sa carrière (Cf ci-après). En 1939, le nom de Goofy Goof est officialisé dans le premier court métrage de la série homonyme.
Au cours de la série, le rôle de Mickey diminue progressivement au profit de ses camarades pour une simple raison : entre Donald le frustré et Dingo le rêveur, Mickey apparaît vite comme celui qui doit garder les pieds sur terre et il est donc difficile de lui confier des gags. Trappeurs arctiques, sorti le 17 juin 1938, marque ainsi la première aventure de Dingo et Donald sans Mickey. Propriétaires de la « Donald and Goofy Trapping Co. », nos héros chassent - sans succès on s'en doute - le morse au Pôle Nord. Toutefois ce film est encore labellisé dans la série Mickey Mouse. Mickey est cependant de retour dans Chasseurs de baleines, sorti le 19 août 1938, qui marquera la dernière prestation du trio à l'« ère classique ».
Dingo et Wilbur, réalisé par Dick Huemer et sorti le 17 mars 1939, constitue la première aventure de Dingo en solo et le début de sa propre série. Ce film met ensemble et en parallèle les destins de Dingo et de Wilbur, son animal de compagnie, un criquet. Les deux compères doivent lutter contre une succession de malchance.
Côté bande dessinée, Dingo est plutôt en duo avec Mickey. Entre 1938 et 1942, il participe comme le meilleur ami de Mickey à sept longues histoires. Il est alors :
- matelot dans Les Chasseurs de baleines (1938)[28]
- détective lors de la première rencontre avec le Fantôme noir dans Mickey contre le Fantôme Noir (1939)[29]
- cowboy dans Le Rançonneur (1940)[30]
- homme préhistorique dans Mickey à l'âge de pierre (1940-1941)[31]
- une aide précieuse pour les histoires de cœur de Mickey dans Mickey et le Nouveau « Fiancé » de Minnie ! (1941)[32]
- le seul capable de ne pas être hypnotisé par le voleur - et donc de le capturer - dans Sur la piste des joyaux (1942)[33]
- à nouveau détective dans Mickey et le Mystère du corbeau noir (1942)[34].

### Années 1940-1950: Les séries de Dingo

#### SérieDingo
Dans les années 1940 et 1950, Dingo poursuit sa carrière sous sa propre série, qui comprend 58 courts métrages sortis entre 1939 et 1965. Cette création d'une série découle de plusieurs faits, comme l'arrêt des Silly Symphonies, le ralentissement des Mickey Mouse - par manque de possibilités scénaristiques - mais aussi d'un redéploiement, voulu par Disney, des animateurs en équipes séparées et spécialisées sur des personnages. Cette répartition, en plus d'être financièrement plus économique, permet aussi une meilleure qualité sur chaque personnage ; Donald est ainsi confié à Jack Hannah et Jack King, Pluto à Norman Ferguson et Charles August Nichols, Mickey à Bill Roberts et Riley Thompson, tandis que Jack Kinney prend en charge Dingo,.
La série Dingo est lancée officiellement en 1939 avec Dingo et Wilbur et elle se poursuivra jusqu'en 1953 (avec un dernier film en 1961).
Flora O'Brien indique que le Dingo des années 1940 est « moins arrondi aux angles, moins hébété et avec un sens du comique de rapidité plus large ». Il mène aussi une carrière presque exclusivement en solo.
Si officiellement, il n'existe que deux séries avec Dingo réalisées parallèlement, il est possible de découper cette période selon plusieurs axes qui s'entremêlent : 
- la sous-série Comment... (How to...) et autres films éducatifs ;
- George Geef ou « Monsieur Tout-le-Monde » (à partir des années 1950) ;
- Dingo, sportif toutes catégories.

#### SérieComment... (How to...)
Au début des années 1940, Jack Kinney propose une nouvelle évolution pour Dingo : il souhaite lui donner un rôle plus docte et lui offrir ainsi une vaste source de scénarios. Encouragé par Walt Disney, il met en chantier un court-métrage. Dingo commence sa nouvelle carrière, celle de la sous-série des Comment faire... (How to...) en 1941 dans Comment faire de l'équitation, intégré au film-documentaire Le Dragon récalcitrant. Comme le fait remarquer Jack Kinney cité par Flora O'Brien et repris par John Grant, Dingo fait ici montre de « la plus ridicule façon de chevaucher depuis que l'homme a enjambé un canasson préhistorique ».
Ce premier apprentissage chaotique et loufoque pose les bases des futurs scénarios au caractère « initiatique ou éducatif », les films sportifs n'étant qu'une déclinaison du thème. Dans ces films, Dingo parle peu et un narrateur assure le commentaire, toutefois il y pousse régulièrement son fameux cri (de douleur ?) : le « Goofy holler ». John Grant explique que le narrateur, John McLeish, artiste de Disney qui imitait John Barrymore pour faire rire ses collègues, a été employé afin de compenser partiellement le vide engendré par le départ (temporaire) de Pinto Colvig. Pour ses premiers enregistrements, Jack Kinney lui aurait laisser sciemment croire, après lui avoir demandé d'être le plus sérieux possible, qu'il enregistrait des textes éducatifs,.
De nombreux courts métrages de Dingo créés après le lancement de la sous-série Comment... peuvent y être associés : John Grant définit ainsi le film Chevalier d'un jour (1946) comme une variante sur la chevalerie. On peut ainsi noter Dingo va à la chasse (1947) ou Ils sont partis (1948) sur les courses de chevaux, mais il semble que le côté comique y ayant pris le dessus sur l'éducatif, ils n'aient pas été affiliés à la série. Ce type de films a perduré tout au long de la production des Dingo avec par exemple Dingo fait de la natation (Aquamania, 1961).

#### Seconde Guerre mondiale
Comme la plupart des personnages des courts métrages de Disney, Dingo a été utilisé durant la Seconde Guerre mondiale comme insigne pour des troupes américaines. Malgré sa mauvaise prestation comme mécanicien en 1935 dans Mickey's Service Station, il est devenu l'insigne du 374e escadron d'entraînement bimoteurs.
Il participe comme Donald à l'« effort de guerre » avec des films de propagande comme Vive le pogostick (1943), appelant à l'économie de carburant.
Durant la période 1941-1946, Dingo est présent dans 28 films, Mickey dans 16 et Donald dans 60. En comparant ces chiffres, Flora O'Brien constate que Donald Duck est le « grand héros de Disney pour cette période », Mickey « sous un soleil couchant » et Dingo un « artiste accompli ». Le personnage poursuit sa carrière avec les nombreux courts métrages de la sous-série Comment... et aussi dans quelques séquences de longs métrages tels que El Gaucho Goofy, troisième partie du long-métrage Saludos Amigos, faisant ainsi partie de l'équipe envoyée aux côtés de Walt Disney en Amérique du Sud. Ce court-métrage pose Dingo en gaucho dans la pampa, rappelant le film The Gallopin' Gaucho avec Mickey, sorti en 1928.
Quelques autres courts métrages lui permettent aussi de marcher sur les traces de Mickey Mouse ou des Alice Comedies en explorant le monde. On peut citer La Chasse au tigre (1945) en Inde, Dingo et le Lion (1951) en Afrique, Two-Gun Goofy (1952) au far-west (rappelant le Two-Gun Mickey de 1934) et Dingo toréador (1953) en Espagne.

#### Dingo, le sport et «M. Tout-le-monde»
Au sein de la sous-série How to..., le film Dingo joue au baseball (1942) inaugure un procédé narratif où tous les personnages du film sont des variantes du personnage principal. Dingo gagne ainsi une épaisseur psychologique en endossant le stéréotype de « M. Tout-le-monde » aux prises avec quantité de problèmes quotidiens. De ce fait, dans les dessins animés de cette époque, Dingo n'est jamais appelé par son nom (malgré sa mention au générique) mais George Geef  ou G.G. Geef, un cadre moyen, marié et père de famille, à qui il arrive des péripéties. Il porte ce nom dans :
- Guerre froide (1951)
- On jeûnera demain (1951)
- Vive la fortune (1951)
- Défense de fumer (1951)
- Papa, c'est un lion (1952)
- Le Week-end de papa (1953)

Les films Dingo joue au baseball (1942), Dingo joue au football (1944), La Castagne (1945) et Double Dribble (1946) forment un ensemble cohérent. Ils sont tous basés sur le sport, respectivement baseball, football américain, hockey sur glace et basket-ball, et utilisent le procédé de multiples incarnations de Dingo pour chaque rôle. De plus, les trois derniers rendent hommages aux animateurs ou employés de Disney en utilisant leur nom ou un surnom pour désigner les joueurs,,. Toutefois, les deux derniers ne font pas partie de la série Comment faire.... Tout comme d'autres productions utilisant Dingo dans le sport, ils présentent une autre facette du personnage, le Dingo sportif que Flora O'Brien décrypte dans une section spéciale de son livre Walt Disney's Goofy : The Good Sport. O'Brien indique que cette association avec le sport est liée à la jeunesse de Jack Kinney, athlète aguerri et champion de saut en hauteur puis membre inconditionnel de l'équipe de softball des studios Disney. Quant à l'utilisation exclusive du personnage de Dingo, décliné dans tous les rôles, elle précise que c'est la solution trouvée par Kinney pour réduire les coûts liés à l'animation de personnages Disney variés.
Le procédé d'incarnations de Dingo atteint son apogée dans Défense de fumer (1951) dans lequel Dingo, dans un monde de Dingos, tente désespérément de se débarrasser de son addiction à la nicotine. Le film fait figure également d'exception dans la politique des studios Disney, qui avaient pour règle d'éviter toute polémique, à une époque où fumer était encore considéré comme naturel et valorisant.
Flora O'Brien indique que cette surexploitation de Dingo a été critiquée - sans préciser par qui - pour avoir « emmené le personnage beaucoup trop loin de ses racines ». Elle répond à cela que c'est pris de nos jours comme un reflet des changements touchant la société américaine dans les années 1950, comme la photographie pour tout le monde, les automobiles, les pères gardant les enfants ou les départs en vacances. On peut aussi d'après elle y voir une critique de la société d'alors, Dingo ne respectant pas le code social établi depuis des siècles comme les femmes à la maison pendant que les hommes travaillent.

#### Univers en développement
Ces séries sont aussi l'occasion de développer le monde autour de Dingo, avec l'apparition de nouveaux personnages et d'une famille.
Marié dans la plupart des George Geef (même si on ne voit jamais le visage de Mme Geef), il devient père d'un jeune garçon à partir de Papa Dingo (1951).
Dingo est le premier antagoniste de l'ours Nicodème (Humphrey en VO) dans Le petit oiseau va sortir (1950), avant que ce dernier ne continue sa carrière contre Donald. Il est aussi confronté plusieurs fois à Louie le lion, dans Dingo et le Lion (1951) et Papa, c'est un lion (1952).
Dingo a aussi eu dans Tout doux, toutou (1952) un animal de compagnie, un chien nommé Bowser.
Côté bande dessinée, le personnage se constitua au fil du temps une famille bien plus nombreuse, bien que discrète.
En mai 1954, Dingo fut doté d'un neveu, Gilbert, aussi intelligent que Dingo est naïf. Le dessinateur italien Romano Scarpa lui inventa en 1957 dans Mickey et le Dingotarzan un frère « sauvage » vivant dans la jungle : Dingotarzan).
En 1955, Dingo fait l'objet d'une biographie télévisuelle dans The Goofy Succès Story, dans laquelle la fiction prédomine. Dingo se voit non pas inventé par le studio Disney mais « découvert » par des chercheurs de talents d'Hollywood dans un cinéma, riant de son rire caractéristique. Ce ne serait qu'après son entrée chez Disney qu'il aurait pris un pseudonyme.
À partir de 1956, les studios Disney stoppent la production régulière des courts métrages et s'orientent vers la télévision qui draine le public des cinémas. De plus les dessins animés coûtent alors 75 000 USD chacun, ce qui est difficile à rentabiliser uniquement par une exploitation en salle.

### Années 1960-1980
Durant les années 1960, Dingo n'apparaît que dans trois courts métrages qui mettent un terme à sa propre série. On peut remarquer le film Dingo fait de la natation (1961) qui remporte un oscar.
La dernière apparition importante de Dingo dans un dessin animé date du 22 septembre 1965 dans Goofy's Freeway Troubles, qui n'est autre que la suite de Freewayphobia No. 1, sorti quelques mois plus tôt.
Dingo ne réapparaît ensuite en animation qu'en 1983. Toutefois sa carrière, comme celle de nombreux personnages de Disney, se poursuit avec la bande dessinée.

#### Persistance en bande dessinée
Mais cette année 1965 marque le début d'une carrière supplémentaire pour Dingo, celle de super-héros. Il apparaît pour la première fois en juillet 1965 dans le comic Donald Duck # 102. En octobre 1965, on apprend dans Super Dingo contre le voleur de Zanzipar que Dingo peut prendre les traits de Super Dingo en ingérant des cacahuètes magiques, tout comme son neveu Gilbert devient alors Super Gilbert. Les cacahuètes cultivées par Dingo dans son jardin auraient été touchées par un rayon cosmique. Le personnage de Super Dingo aura aux États-Unis sa propre série de novembre 1965 à 1972.
À partir de 1969, Del Connell et Floyd Gottfredson offrent à Dingo une fiancée nommée Gloria, une souris plus anthropomorphique que Minnie. Elle est utilisée régulièrement jusqu'en 1977 puis ses apparitions deviennent occasionnelles, jusqu'en 1995 où elle disparaît probablement à cause des incohérences avec la série télévisée La Bande à Dingo.
En 1976, le scénariste Cal Howard et le dessinateur Hector Adolfo de Urtiága créent la série intitulée Dingo découvre... (ou "L'Histoire selon Dingo" en France) dans laquelle Dingo prête ses traits à un certain nombre d'hommes célèbres de l'Histoire pour un bref résumé de leur vie : Christophe Colomb, Isaac Newton, Galilée, Ludwig van Beethoven, Johannes Gutenberg, Giacomo Casanova...
En 1979 Disneyland Records édite Mickey Mouse Disco, un album de musique comprenant des versions disco des classiques musicaux de Disney, et dont la promotion est assurée par une compilation de courts métrages d'animation, sorti le 25 juin 1980.
Le 21 mai 1986, le Français Claude Marin dessine le personnage de Dingo sous l'apparence d'un bébé pour la série Bébés Disney dont la publication a débuté dans le numéro 1769 du Journal de Mickey.
En décembre 1988, le scénariste Bruno Sarda et la dessinatrice Maria Luisa Uggetti inventent à Dingo un cousin aventurier inspiré du personnage d'Indiana Jones : Indiana Ding (Indiana Pipps en version originale italienne).

#### Retour à l'animation avec le Dingo sportif
En 1980, la société Disney, fortement impliquée dans la promotion du sport, crée un nouveau Dingo sportif, physiquement plus musclé surtout au niveau du torse, avec des dents moins longues et une garde-robe sportive. Capitalisant sur les courts métrages des années 1940 à 1960, la société confie à Dingo un nouveau rôle, celui de promouvoir tous les sports. Le principal sport touché est alors le tennis. Dingo devient la mascotte officielle de l'équipe olympique française de tennis de 1980. Il est ensuite nommé en 1981 ambassadeur pour l'Allemagne de l'Ouest du German Sportlife Fund, en 1983 la Fédération internationale de tennis annonce à Wimbledon la création de sa première compétition internationale pour enfants, nommée « Sport Goofy Trophy », qui a lieu au Walt Disney World Resort. Pour F. O'Brien, Dingo subit alors la mode du fitness, devenant plus athlétique, tout en portant les valeurs que la société Disney souhaite véhiculer : « l'imagination, la richesse et la fraicheur de la jeunesse ». C'est dans ce cadre qu'est sorti le court métrage Fou de foot (1987).
En 1983, Dingo fait comme plusieurs personnages de Disney, un retour sur les écrans dans Le Noël de Mickey. Dingo interprète le rôle du fantôme de Jacob Marley dans cette adaptation du conte Un chant de Noël de Charles Dickens. Dans la tradition de Dingo, John Grant déclare qu'il y fait une frissonnante et incompétente interprétation du fantôme malgré la prestation vocale d'Hal Smith. Flora O'Brien trouve que ce rôle est « un étrange renversement de situation » comparé à la prestation de Dingo dans Chasseurs de fantôme (1937).
En 1988, il est présent dans le long métrage Qui veut la peau de Roger Rabbit, doublé en version originale par 	Tony Pope,.

### Années 1990 et 2000
Le renouveau de Dingo débute en 1990, lorsque Disney lance Goofy Adventures, un magazine entièrement dévolu à Dingo, mais le succès de cette publication n'est pas au rendez-vous et la parution prend fin avec le dix-septième numéro.
En 1991, le film éducatif Fitness Fun with Goofy reprend des extraits des courts métrages sportifs des années 1950 et 1960 pour faire une séance complète d'exercices physiques de 19 min, illustrées par les animations.
Pour ses soixante ans une parade nommée World According to Goofy Parade est organisée dans le parc Disneyland durant la période estivale et automnale, du 19 juin au 16 novembre 1992.
En revanche, il renoue avec le succès à la télévision avec sa propre série lancée en 1992 : La Bande à Dingo (Goof Troop). Avec son fils Max et son chat Gamelle, il est confronté à son voisin Pat Hibulaire et à sa famille. Cette série pourrait être la suite des aventures de Georges Geef, dans les courts métrages des années 1950-1960, mais Dingo conserve son nom, son fils s'appelle Max (au lieu de Junior) et sa femme n'est plus présente. Deux longs métrages s'inspireront de la série : Dingo et Max (A Goofy Movie) en 1995 et Dingo et Max 2 : Les Sportifs de l'extrême (An Extremely Goofy Movie) en 2000.
Parallèlement, Dingo retrouve sa personnalité traditionnelle (sans enfant) dans les séries Mickey Mania (1999-2000), Disney's tous en boîte (2001-2004) et La Maison de Mickey (2006-2007).
Le 4 décembre 2006, Disney annonce la production de courts métrages avec Dingo. En 2007, Dingo est le héros d'un court métrage remettant au goût du jour la série des Comment faire..., Comment brancher son home cinéma. Ce court métrage a été diffusé au cinéma aux États-Unis en première partie du film Benjamin Gates et le Livre des secrets mais était prévu avec Il était une fois ; en France c'est avec le film Maxi papa (2008), sans être présent sur les supports associés à ce film. Dingo est aussi un personnage que l’on peut rencontrer très souvent lors d’événements, dans les Parcs Disney et lors des croisières de la Disney Cruise Line. Dingo est visible dans des séries pour enfants et des séries éducatives comme La Maison de Mickey et Mickey et ses amis : Top Départ !. Dingo a récemment eu droit à une apparition dans la saison 3 de La Bande à Picsou (Ducktales) dans le 2e épisode de celui-ci nommé Quack Pack ! En référence à la série Couacs en vrac. Il y est apparu en tant que père et photographe. Il y porte sa tenue de La Bande à Dingo (Goof Troop) et cet épisode est dans la continuité de la série de 1987 La Bande à Picsou, ainsi que dans la continuité de Dingo et Max.
Le 11 août 2021, Dingo fait son grand retour avec une nouvelle série sur Disney+ du nom de Comment rester à la maison avec Dingo (How to Stay at Home). Cette série de courts-métrages reprend la recette des anciens dessins animés Comment... (How to...) en la transposant dans l'actualité avec les événements quotidiens pendant la période de la pandémie de Covid-19. La série est composée de trois épisodes : Comment mettre un masque (How to Wear a Mask), Apprendre à cuisinier (Learning to Cook) et Le Binge Machine (Binge Watching).

## Les œuvres avec Dingo

### Filmographie
Le personnage de Dingo est d'abord apparu dans la série Mickey Mouse.
En dehors de sa propre série homonyme débutée en 1939, on peut distinguer la sous-série des Comment faire... entamée en 1941 et la série Donald & Dingo, initiée en 1938.

### Bandes dessinées
Dingo est apparu pour la première fois en bande dessinée en janvier 1933 sous le dessin de Floyd Gottfredson, au côté de Mickey Mouse dans les histoires dominicales, mais il est encore nommé Dippy Dawg,,. Il rejoint rapidement les comic strips quotidiens de Mickey.
Dingo prend en bande dessinée le surnom de Goofy dès 1936, et perd définitivement le nom de Dippy Dawg vers 1938. En 1938, le livre Story of Dippy the Goof est remarquable par le fait qu'il présente Dingo sous un nom temporaire, non plus « Dippy Dawg » et pas encore « Goofy Goof »,,.
Comme Barks pour Donald, Floyd Gottfredson revitalise et change profondément la personnalité de Dingo, qui n'est plus un "gentil bête", mais le principal ami de Mickey. Dingo raisonne "différemment" des personnes qui l'entoure. D'après Stefan Schmidt, Dingo est, sous les apparences d'un personnage benêt, celui qui constamment comprend le mieux et immédiatement les tenants et aboutissants des intrigues et aventures dans lesquelles Mickey est plongé. Au contraire d'autres personnages tels Clarabelle Cow ou Horace, il n'a pas d'attitude stéréotypée, et est d'une loyauté infaillible.
À la suite du succès populaire de Donald Duck, dans ses propres dessins animés et bandes quotidiennes, Dingo reste le seul personnage principal figurant aux côtés de Mickey dans ses aventures. À partir de 1947 et pendant quelques années, il cède un court moment cette place à Iga Biva.
En 1953, Dingo est le héros de sa propre série de livres, dans laquelle il est associé à son neveu Gilbert.
Le personnage de Dingo connaît en bandes dessinées une histoire longue et complexe. Aux États-Unis, après les bandes quotidiennes, il poursuit sa carrière aux côtés de Mickey, tout d'abord avec Ken Hultgren. En octobre 1965, il devient grâce à Paul Murry le super-héros Super Dingo dans Super Dingo contre le voleur de Zanzipar, Gilbert devenant quant à lui Super Gilbert. Cette caractéristique a été reprise dans un épisode de la série d'animation Disney's tous en boîte.
En Italie, Luciano Bottaro écrit et dessine un grand nombre d'histoire de Dingo avec la sorcière Carabosse (Nocciola en Italien), qui sont les plus souvent cités par les critiques. Cette dernière tente tout pour que Dingo croit à l'existence des sorcières (thème rappelant le Dingo incrédule devant l'existence de l'homme du futur, Iga Biva).
Dans les années 1970, Dingo est abondamment utilisé par le studio Program. Il est le héros de nombreuses aventures "historiques" où il joue le rôle de personnages célèbres, où il a le premier rôle devant Mickey, ainsi que des Goofy Look At... (Dingo en professeur, ou "L'Histoire selon Dingo"). Ces histoires ont été écrites par Cal Howard et d'autres scénaristes américains et dessinées essentiellement par Hector De Urtiaga du studio Jaime Diaz de Buenos Aires. En 1980, Dingo est le héros de la première grande aventure Disney produite en France, "Dingoofy et la course au flambeau", sorte de road movie dessiné par Claude Marin et scolarisé par Patrice Valli et Daniel Pecqueur. S'il connait une carrière importante en France (on citera notamment les histoires de Michel Motti reprises des Goofy Look At...), il est moins utilisé aux Pays-Bas ou au Brésil. Au Danemark, le style de Paul Murry est repris par José Eugenio Tello (es) et son Studio espagnol. Plus tard, dans les années 1990, César Ferioli (es) reprend le personnage dans le style de Floyd Gottfredson.
En 1990, la société Disney a tenté de lancer une publication nommée Goofy Adventures, mais en raison d'un manque de lectorat elle s'est arrêtée en 1991. Dingo poursuit toutefois ses aventures dans les publications de Mickey Mouse.
Depuis 1933, Dingo est apparu dans plusieurs milliers d'histoires. Le site INDUCKS recense en 2011 selon les pays et les producteurs :
- États-Unis :
  - Strips quotidiens : 4003 histoires
  - Planches hebdomadaires : 1278 histoires
  - Disney Studio (années 1960-1980) : 1335 histoires
  - Comic-books américains :
    - Dell Comics / Western Publishing : 986 histoires
    - Disney Comics : 66 histoires
    - Marvel Comics / Acclaim : 4 histoires
    - Gladstone / Another Rainbow : 2 histoires
- France : Édi-Monde / Disney Hachette Presse : 2917 histoires
- Italie : Mondadori / Disney Italia : 2504 histoires
- Danemark : Gutenberghus / Egmont : 2331 histoires
- Pays-Bas Oberon / GP / VNU : 535 histoires
- Brésil : Abril : 521 histoires
- Royaume-Uni : 242 histoires
- Allemagne : Ehapa : 76 histoires
- Productions diverses (par exemple  Argentine,  Belgique) : 39 histoires
- Disney Europe (Paris) : 2 histoires

### Jeux vidéo

#### Kingdom Hearts
Dingo dirige la garde royale du château Disney dans la série des Kingdom Hearts. Au lieu d'utiliser des armes, il ne combat qu'avec un bouclier. Son travail n'était pas très prenant, car le château était dans un pays paisible, jusqu'à ce que le roi Mickey Mouse disparaisse. Suivant une lettre laissée par le roi, lui et Donald Duck (ici magicien de la cour) entament avec Sora (le héros réel du jeu) une longue quête. Dans cette série, Dingo a surtout un rôle comique.
Dans Kingdom Hearts 2, la présence de Dingo est assez faible. Vers la moitié du jeu, il est percuté à la tête par un rocher juste après avoir évité à Mickey d'être touché. Il disparaît alors quelques minutes du jeu mais réapparait indiquant avoir perdu conscience à la suite du sauvetage. On peut y voir un hommage à ses premières histoires en bandes dessinées telle que L'énigme du ranch perdu où il est caché dans une malle durant une bonne part de l'histoire.

#### Autres jeux
Le personnage est aperçu dans :
- Matterhorn Screamer! (1988), jeu de plateforme sur Apple II et Commodore 64.
- Goofy's Railway Express sur Commodore 64.
- Adventures in the Magic Kingdom en 1990 sur NES.
- Goofy's Hysterical History Tour (1993) sur Mega Drive comme responsable de l'entretien et chargé de retrouver les pièces manquantes dans des expositions de musées.
- Goofy's Fun House sur PlayStation
- Disney's Party sur GameCube et Game Boy Advance

Il apparaît, avec son fils Max, dans :
- Goof Troop (1993) un jeu de logique sur Super Nintendo
- Disney Dingo Extrême Skateboarding (2001) sur PC

### Produits dérivés
Le personnage de Dingo, encore nommé à l'époque Dippy Dawg, est apparu sous la forme de produits dérivés dès 1935 mais rarement seul et souvent comme un personnage de second plan. L'explosion du personnage en produits dérivés se fait dans les années 1980 avec le Dingo Sportif, il est alors décliné en plus d'une trentaine de tenues sportives et même une panoplie d'accessoires griffés Adidas.
La société Ingersoll a développé un modèle de montre spécial Dingo totalement à l'envers, les chiffres et le système d'horlogerie avaient un fonctionnement dans le sens inverse, modèle repris par la société Hellbros en 1972 et dont le prix passa de 19,95 USD à plus de 700 USD au début des années 1990.
Par la suite, avec le développement de la série La Bande à Dingo (1992-1993) et de deux longs métrages, le personnage est apparu sous divers supports comme les jeux vidéo ou des accessoires de sports extrêmes (pratiqués par son fils Max).

## Analyse du personnage

### Apparence et caractéristiques
Dingo a été créé comme un personnage anthropomorphe ayant un caractère humain, au contraire de Pluto, alors que les deux sont des canidés. Les deux premières différences sont la stature debout et la parole. Cette dernière est, rappelons-le, à l'origine de la carrière de Dingo, d'abord fournie par le talent vocal de Pinto Clovig puis d'autres acteurs.

#### Personnage complexe
Les auteurs ont souvent du mal à définir parfaitement ce qu'est Dingo. Pour cristalliser cela, il est courant de citer le film Stand by Me (1986) de Rob Reiner qui contient cette interrogation de Gordie :
« Mickey's a mouse, Donald's a duck, and Pluto's a dog. What the hell is Goofy? »
« Mickey est une souris, Donald est un canard et Pluto est un chien. Que peut donc être Dingo ? »
Même si la réponse à cette question est connue, le personnage reste peu aisément définissable. L'une des difficultés vient de sa carrière variée, détaillée ci-après. Une autre provient de la tradition des productions Disney de définir pour chaque personnage une « personnalité d'animation ». Dingo a justement une personnalité difficilement bien définie, en partie à cause de son évolution. De plus le personnage n'a pas le même caractère ni le même comportement dans l'animation et la bande dessinée.
Pour l'animation, Flora O'Brien définit Dingo ainsi : « un fascinant personnage multi-facettes [...] établi dans la tradition des vedettes comiques du muet telles que Charlie Chaplin, Buster Keaton et Harold Lloyd [...] il utilise toutes ses compétences d'acrobate ou de mime pour nous divertir. [...] il est essentiellement un clown rural dont la simplicité d'esprit est une riche source d'humour. [...] Il fait partie d'une tradition américaine dans laquelle les simples campagnards peuvent être bien plus qu'un sujet de plaisanterie pour les habitants des villes. » Elle ajoute qu'il est romantique et innocent avec une réflexion toujours deux temps, soit avant, soit après l'action. C'est aussi un expert dans le « chaos au ralenti », ce qui, combiné avec une invincible bonne humeur, le fait passer pour un parfait idiot/dupe. Elle ajoute que « sa réalité est un pas en arrière de celle de ses amis Mickey et Donald ». Cette caractéristique est très présente dès le premier court métrage de la série des Comment faire.... Dans Comment faire de l'équitation, une séquence au ralenti montre Dingo dans toutes les positions possibles sauf sur le cheval et parfaitement calme. Tout cela a rendu Dingo un peu solitaire, ses amis ne pouvant lui confier une tâche sans qu'il n'arrive à trouver la manière la plus compliquée de la réaliser. Elle conclut son livre en indiquant que « Dingo a toujours été au bon endroit au bon moment. [...] qu'il a partagé sa carrière avec les plus grands noms de chez Disney [...] Que malgré un nombre inférieur d'apparitions en films que Mickey ou Donald, son visage est connu à travers le monde. [...] Dingo est simplement resté vrai par rapport à la riche personnalité créée par Art Babbitt ».
Il garde toutefois quelques traits constants tels que sa faculté de ne pas réaliser les choses comme il faudrait. John Grant indique que Dingo démontre dans tous ces films non pas la manière « comment faire » mais « comment ne pas faire ». Dave Smith synthétise en parlant de « stupidité associée à un bon fond ».
Pour John Grant, il est « légitime de se demander pourquoi Dingo est devenu un membre si populaire du cœur de la bande de Disney - bien plus que Mickey Mouse ». Comme réponse possible, il donne le fait que « la plupart d'entre nous peut trouver quelque chose à laquelle s'identifier avec le personnage de Dingo : nous sommes tous de temps en temps capables de démontrer sa [...] folie, lorsqu'on tente d'exceller. [...] En Dingo, nous nous voyons tous comme dans un miroir. » C'est peut-être pour cette raison que le personnage est si complexe.
Ironiquement, d'après le biographe Neal Gabler, Walt Disney n'appréciait pas Dingo en raison de son manque de réalisme et de caractéristiques humaines et aurait souvent proposé d'arrêter l'utilisation du personnage et ne l'aurait conservé qu'afin de pouvoir faire travailler ses animateurs. De même, Carl Barks, dessinateur attitré de Donald pendant plus de trente ans et créateur entre autres de Balthazar Picsou, n'utilisa qu'une seule fois le personnage (tout comme celui de Mickey) dans une histoire publiée en août 1947, The Riddle of the Red Hat. Il confia dans un entretien de 1992 qu'il ne « supportait pas Dingo » : « Dingo n'était qu'un faible d'esprit. Je n'ai jamais pu comprendre ce que l'on pouvait trouver drôle chez un idiot. »
Un contrecoup de l'incertitude concernant le personnage de Dingo est son nom. En anglais, il se nomma en parallèle Dippy Dawg, rapidement surnommé The Goof ou Goofy puis Dippy the Goof avant de prendre le nom de Goofy the Goof. En France, Dingo s'appela successivement Piloche, Quenotte (1935), Moule-à-Gaufres, Achille Nigaudot (1936), Goofy ou Goufy, avant d'adopter son nom définitif en 1937,.
Autre élément étrange, Dingo habite rarement la même maison, qui est souvent dans un état au pire déplorable, à l'opposé de l'image qu'il a dans les années 1950.

#### Carrière variée
Dingo a eu plusieurs périodes dans sa carrière, portant parfois des noms spécifiques. On peut distinguer : 
- l'ami pataud et gaffeur de Mickey Mouse de 1932 à 1941 ;
- le monsieur tout-le-monde de la sous-série des Comment faire... entre 1941 et 1951 puis après 1953 ;
- George Geef, héros de plusieurs courts métrages réalisés entre 1951 et 1953, archétype de l'homme moyen, proche du précédent ;
- le sportif ayant eu deux périodes, durant les Comment faire... et dans les années 1980 ;
- le super-héros Super Dingo à partir de 1965 en bande dessinée ;
- le personnage exemple dans les Comment faire... et Dingo explorateur en bande dessinée dans les années 1980 ;
- le père de Max, un jeune des années 1990, dans La Bande à Dingo (1992-1993) puis les films associés.

Un résumé de la carrière cinématographique de Disney avant 1990 peut être celui-ci : 
« La première moitié des années 1930 est marquée par les seconds rôles au côté de Mickey, avec un esprit lent. Durant la seconde moitié des années 1930, Dingo devient le héros de sa propre série comme les autres vedettes de Disney. Les années 1940 sont celles des Comment faire... et les années 1950 sont marquées par le Dingo humanisé retranscrivant le changement de société américaine provoqué par l'arrivée de la télévision et l'importante urbanisation des banlieues ».
Pour Flora O'Brien, les débuts de Dingo ont été fortement influencés par sa présence dans l'entourage de Mickey Mouse. Une autre étape a été la nécessité pour Floyd Gottfredson d'organiser les histoires de Mickey et de son entourage en bandes dessinées. La source de sujets issus des films a rapidement été tarie et les auteurs ont dû développer des histoires originales. Au cours de ce travail, la personnalité de Dingo a évolué, perdant son aspect rural et d'animal de ferme pour développer ses facultés cachées telles que la loyauté et son imperturbable naturel.
Toutefois la gamme de rôles dans les courts métrages d'animations offre un grand panel de rôles, mais pour Dingo seul. C'est plutôt du côté de la bande dessinée qu'il faut chercher pour trouver un développement de l'entourage proche de Dingo et des éléments personnels. Gottfredson présente ainsi Dingo au début comme un voisin irritant, une peste, qui survient au moment où on ne le souhaite pas, affublé d'une guimbarde, instrument dont il est féru et veut montrer ses progrès. Le changement de comportement se produit avec l'épilogue de L'énigme du ranch perdu, parue dans les strips quotidiens puis dominicaux durant le premier semestre de 1933 : Dingo, caché par erreur dans une malle, fait fuir les bandits, devenant le héros d'un jour. C'est aussi à cette époque que la personnalité de Mickey change pour s'assagir, à la faveur du public ; ses rôles comiques sont alors transférés à ses adjuvants.
Durant cette période, Dingo devient le compagnon de Mickey dans de nombreuses aventures, ce qui oblige Flora O'Brien à se poser la question des moyens de vie de Dingo, lui qui semble souvent inoccupé et prêt à suivre Mickey l'aventurier. Elle le compare au Dr. Watson, Mickey exerçant souvent un rôle de détective.
Un point étonnant par rapport aux autres personnages de Disney, relevé par Flora O'Brien, est la garde-robe très développée de Dingo, à l'opposé du short unique de Mickey et de l'absence totale de pantalon pour Donald. On le découvre aussi bien portant une tenue de Sherlock Holmes, de cowboy ou de dandy, mais pour conserver son caractère, ses tenues sont souvent extravagantes, trop riches, abimées ou absurdes.

#### Famille occasionnelle
À la différence de Mickey Mouse dont la famille est absente de l'animation ou souvent lointaine dans la bande dessinée, de Donald Duck à la famille très nombreuse, Dingo a une famille un peu plus définie mais occasionnelle. Les œuvres en bande dessinée regorgent de cousins tous plus variés les uns que les autres, et même d'un frère sauvage. Mais il est avant tout un solitaire, peut-être à cause de ses caractéristiques psychologiques, ce qui semble héréditaire.
Côté sentimental, Dingo ne semble pas très à l'aise. Ainsi, dans ses débuts, il tente de séduire la statue du temps dans Nettoyeurs de pendules (1937) et une figure de proue dans Constructeurs de bateau (1938). Ce sont les rares rencontres féminines qu'il fait. Mais après la fin des années 1940, il ira plus loin que la plupart des autres personnages, qui eux restent sans enfant et souvent d'éternels fiancés.
Dans l'animation à partir de 1951, en tant que Georges Geef, il est le père d'un petit Georges Junior (aussi nommé Goofy Junior) et est marié à une Mme Geef dont on ne voit essentiellement que les jambes. Il offre alors le portrait d'une vie bien rangée. En bande dessinée et à partir de 1969, il aura une fiancée nommée Gloria pendant quelques années, mais ses apparitions sont beaucoup plus occasionnelles à partir de 1977.
Mais est-ce un simple rôle ou sa véritable vie ? Il faut rappeler que Walt Disney a déclaré que Mickey était marié à Minnie dans la vraie vie mais qu'ils jouent le rôle de fiancés. Ce fils possède des traits moins canins que Dingo, un nez rouge, des cheveux roux avec un épi et n'a pas d'oreilles pendantes. Junior apparaît dans plusieurs films : Fathers are People (1951), Father's Lion (1952), Papa est de sortie (Father's Day Off, 1953), Father's Week End (1953) et Dingo fait de la natation (Aquamania, 1961). Madame Geef apparaît elle dans Fathers are People, Cold War (1951), Get Rich Quick (1951) et Papa est de sortie.

### Distribution
Alors que Mickey Mouse n'a eu depuis sa création que quatre voix officielles en anglais et Donald Duck deux, Dingo a été doublé par bien plus de comédiens :
- Pinto Colvig : 1932-1937 puis 1944-1965. Il est aussi la voix de Pluto, Grincheux, Dormeur et de nombreux animaux comme des poissons et des insectes[108]
- Stuart Buchanan : 1937-1941[11]
- George Johnson : 1939-1943
- Bob Jackman : 1951
- Hal Smith : 1983
- Will Ryan : 1987 (Down and Out with Donald Duck)
- Tony Pope : 1988 (Qui veut la peau de Roger Rabbit)
- Bill Farmer depuis 1986

En France, Dingo a notamment été doublé par Roger Carel, Georges Aminel, Roger Lumont, Gérard Rinaldi, et actuellement Emmanuel Curtil.
Au Québec, Dingo a été doublé par Benoit Rousseau dans Saludos Amigos.
John Grant remarque que durant la période 1937-1941 en raison de l'absence de Pinto Colvig des studios Disney, des « mesures désespérées » furent prises pour donner une voix à Dingo. Parmi celles-ci, il y a eu la réutilisation « intensive » des enregistrements des précédents films, l'utilisation d'un narrateur, celle plus « satisfaisante » d'un autre acteur vocal, dont Stuart Buchanan qui incarnait les émissions de radio avec Dingo. C'est ainsi le cas du court métrage Comment faire de l'équitation intégré au film-documentaire Le Dragon récalcitrant (1941).

### Analyse graphique
Flora O'Brien consacre quelques paragraphes à l'animation de Dingo, en voici quelques éléments :
- L'une des techniques d'animation perfectionnées par Disney est l'« action coïncidente » (overlapping action), tout le corps exprime la pensée ou coïncide avec le mouvement général. Mais pour Dingo, afin de coïncider avec sa personnalité, les parties de son corps bougent à des vitesses différentes[110].
- Art Babbitt donnait aux mouvements de Dingo un rythme décérébré souligné par ses yeux souvent à moitié fermés qui ne réagissent que quelques instants après[110]. Un autre mouvement est sa démarche nommée « flip-flop wall »[111].
- Wolfgang Reitherman fait le contraire de Babbitt au niveau rythme mais Dingo est pour lui un « idiot exubérant »[110]. Pour rendre ce trait de caractère, Reitherman donne ainsi aux bras de Dingo des mouvements de moulins à vent[110].

Art Babbitt et Woolie Reitherman sont assurément les deux principaux animateurs ayant influencé le personnage de Dingo. Le premier a développé les premières caractéristiques fortes du personnage et ce dès 1935. Le second était l'animateur principal sous la direction du réalisateur Jack Kinney dont on peut voir la première influence dans Le Planeur de Dingo (1940) puis Comment faire de l'équitation (1941) avant de poursuivre sur les autres courts métrages de la série Comment faire.... Franklin Thomas et Ollie Johnston dans Disney Animation : The Illusion of Life qualifient le travail de Reitherman sur Dingo ainsi, : « Le Dingo animé par Woolie communiquait avec le public d'une façon que seul Wooly pouvait faire - c'était un nouveau type d'animation. Son timing, sa mise en scène, sa texture, son rythme, son désir de faire quelque chose de différent, son sens du bon gag, la connaissance de ce qui amusait (et la faculté de penser à quelque chose comme si ce n'était pas le cas), tout s'orientait selon sa direction. »
Au milieu des années 1930, les studios Disney donnaient des cours aux apprentis animateurs afin qu'ils sachent une fois pour toutes comment animer chaque personnage. Si la plupart des cours, donnés par des artistes expérimentés, étaient très techniques, l'analyse de Dingo par Art Babbitt était considérée comme remarquable de limpidité. Voilà ce qu'il disait en 1935, :

« Il est difficile de dire ce qui, chez Dingo, appartient au domaine mental ou physique puisque ces caractéristiques s'entremêlent, se reflètent, et aident à leur développement mutuel. En conséquence, je dois tout dire à la fois : imaginez Dingo comme le composé d'un optimiste indécrottable, d'un bon samaritain crédule, d'un imbécile et d'un péquenaud flemmard mais facile à vivre. Il est branlant et dégingandé sans être caoutchouteux.
Il peut se presser s'il le faut vraiment mais préfère éviter toute excitation superflue, et donc agit dans le sens de la facilité. C'est un philosophe de comptoir. Quoi qu'il arrive, tout est pour le mieux, ou au moins pour le plus amusant. Il est toujours prêt à aider les gens, et propose son assistance même lorsqu'elle n'est pas demandée, aggravant ainsi les situations. C'est rarement, pour ne pas dire jamais, qu'il atteint ses objectifs ou finit un travail. Il lui est difficile de se concentrer plus de quelques instants sur quelque chose : la moindre petite distraction le sort de ses pensées. Mais ce n'est pas un imbécile dont on a pitié. Il ne bave pas, ni ne pousse de hurlements incontrôlés.
Il a une petite musique intérieure, toujours la même, qu'il fredonne quand il travaille ou réfléchit. Il se parle à lui-même car il lui est plus facile de savoir ce qu'il pense en le formulant d'abord.
Il n'a aucun maintien. Son dos est cambré dans le mauvais sens et son petit estomac est protubérant. Sa tête, son estomac et ses genoux entraînent son corps. Son cou est long et décharné, ses genoux cagneux et ses pieds larges et plats. Il marche sur les talons, les orteils relevés. Ses épaules étroites qui s'affaissent rapidement donnent l'impression que le haut de son corps est mince et que ses bras sont longs et lourds, bien qu'ils ne soient pas dessinés ainsi. Ses mains sont délicates et expressives et, bien que ses gestes soient amples, ils traduisent le gentleman.
Il ne faut pas concevoir Dingo comme une simple saucisse dotée de tuyaux d'arrosages. Bien qu'il soit souple et flexible, son corps possède toujours une fermeté et un poids. Le ballant de ses bras et de ses jambes doit être obtenu par une succession de ruptures dans les articulations plutôt qu'en imitant le balancement d'une corde. Il n'est pas musclé mais possède pourtant la force et la vigueur d'une personne nerveuse.
Ses vêtements sont mal ajustés : son pantalon flotte aux genoux et tente vainement de cacher ses chaussettes. Il pend sur les fesses et se rétrécit fortement à l'entrejambe. Son pull est assez moulant, excepté autour du cou, et son gilet est trop petit. Son chapeau est fait d'un tissu souple qui lui donne l'air vivant.
La tête de Dingo peut être envisagée comme la caricature d'une personne au crâne pointu ; de grands yeux rêveurs, des dents proéminentes et un menton fuyant, une grande bouche, une lèvre inférieure épaisse, une langue épaisse et un nez bulbeux qui va en s'évasant et au bout retroussé. Ses yeux doivent rester mi-clos afin de conserver son apparence endormie, bien qu'il lutte constamment contre le sommeil. Mais ils peuvent, bien entendu, s'ouvrir grand selon les expressions. Il cligne des yeux modérément.
Il est extrêmement timide. Pourtant, lorsque quelque chose de stupide lui arrive, il fixe la caméra comme un comédien amateur qui aurait des proches dans le public, tentant de cacher son embarras par des mimiques à leur adresse. Il est en contact avec les esprits, fées et autres créatures surnaturelles. Chaque objet ou rouage de mécanisme, qui pour nous est inanimé, possède une âme et une personnalité dans son esprit.
L'improbable devient réalité lorsque Dingo est impliqué. Il a un merveilleux contrôle musculaire de son postérieur. Il peut exécuter une quantité de contorsions avec et il ne faut pas hésiter à l'utiliser chaque fois que se présente la possibilité d'exagérer une posture comique.
Cette petite analyse a détaillé Dingo de la tête aux pieds, et étant arrivé à ces extrémités, je m'arrête. »

## Nom dans différents pays
- Allemagne : Goofy
- Anglais : Goofy, Dippy Dawg, Dippy Dog, Dippy the Goof
- Brésil : Pateta, Dippy
- Bulgarie : Гуфи (Gufi)
- Chine : 高飞, 高飛狗 (Gao Fei)
- Colombie : Tribilín
- Croatie : Šiljo
- Danemark : Fedtmule
- Espagne : Goofy
- Espéranto : Gufio
- Estonie : Kupi
- Finlande : Hessu Hopo
- France : Dingo
- Grèce : Γκούφυ (Gouphy)
- Hongrie : Goofy
- Indonésie : Gufi
- Islande : Guffi
- Italie : Pippo
- Japon : グーフィー, おひとよしのグーフィー (Gūfī, Ohitoyoshi no Gūfī)
- Lettonie : Spruksts
- Macédoine: Клапчо/Klapčo
- Mexique : Tribilín, Goofy
- Norvège : Langbein, Goofy
- Pays-Bas : Goofy, Goofie
- Pologne : Goofy
- Portugal : Pateta
- Canada : Goofy, mais au Québec Dingo
- Russie : Гуфи (Gufi)
- Serbie : Шиља/Šilja
- Slovaquie : Goofy
- Slovénie : Pepe
- Suède : Långben, Ben Långben, Grannen, Jan Långben, Jan Rissel, Långe Krokben, Longeben, Longette, Moppe, Petrus, Plinius, Skogvaktaren, Vovve Morr
- Suisse : Suisse allemande: Goofy, Suisse romande: Dingo
- République tchèque : Goofy
- Turquie : Gufi